# Att döda ett barn (film, 2003)
Att döda ett barn är en svensk/finsk kortfilm från 2003 baserad på Stig Dagermans novell med samma namn. Filmen hade premiär 7 februari 2003 och har även visats på SVT1. Den är barntillåten.

## Handling
Om fyra minuter kommer en man att köra på ett barn. Novellen skrevs ursprungligen på beställning av Nationalföreningen för trafiksäkerhetens främjande för att få folk att inte överskrida hastighetsbegränsningen.

## Rollista
- Valter Skarsgård - Barnet
- Christer Fjellström - Pappan
- Evalena Ljung Kjellberg - Mamman
- Jonas Sjöqvist - Mannen
- Sofia Zouagui - Kvinnan
- Stellan Skarsgård - Berättarröst

## Utmärkelser
- 2003 Odense International Film Festival - Grand Prix: Alexander Skarsgård och Björne Larsson
- 2003 Odense International Film Festival - Pressens pris: Alexander Skarsgård och Björne Larsson